# Weronika Falkowska
| jaar | rang enkelspel | rang dubbelspel |
| ---- | -------------- | --------------- |
| 2018 | 1224           | 982             |
| 2019 | 930            | 496             |
| 2020 | 770            | 458             |
| 2021 | 388            | 429             |
| 2022 | 249            | 145             |
| 2023 | 325            | 93              |
| 2024 | 536            | 175             |

Weronika Falkowska (Warschau, 17 juni 2000) is een tennisspeelster uit Polen. Falkowska begon met tennis toen zij zes jaar oud was. Haar favoriete ondergrond is gravel. Zij speelt rechtshandig en heeft een tweehandige backhand. Zij is actief in het internationale tennis sinds 2018.

## Loopbaan

### Enkelspel
Falkowska debuteerde in 2018 op het ITF-toernooi van Toruń (Polen). Zij stond in 2019 voor het eerst in een finale, op het ITF-toernooi van Batoemi (Georgië) – zij verloor van Russin Darja Koedasjova. In 2021 veroverde Falkowska haar eerste titel, op het ITF-toernooi van Monastir (Tunesië), door de Slowaakse Viktória Morvayová te verslaan. Tot op heden(juli 2024) won zij zeven ITF-titels, de meest recente in 2024 in Bujumbura (Burundi).
In 2021 speelde Falkowska voor het eerst op een WTA-hoofdtoernooi, op het toernooi van Gdynia – als lucky loser bereikte zij er de tweede ronde. Op het WTA-toernooi van Andorra 2022, waar zij als alternate was toegelaten, versloeg zij onder meer de als vijfde geplaatste Oekraïense Dajana Jastremska, waarmee zij de kwartfinale bereikte.

### Dubbelspel
Falkowska behaalde in het dubbelspel betere resultaten dan in het enkelspel. Zij debuteerde in 2017 op het ITF-toernooi van Warschau (Polen), samen met landgenote Alicja Zduniak. Zij stond in 2018 voor het eerst in een finale, op het ITF-toernooi van Tsjornomorsk (Oekraïne), samen met de Oekraïense Anastasiya Shoshyna – hier veroverde zij haar eerste titel, door het duo Anastasiya Komar en Ljoebov Kostenko te verslaan. Tot op heden(juli 2024) won zij 21 ITF-titels, de meest recente in 2024 in Bujumbura (Burundi).
In 2021 speelde Falkowska voor het eerst op een WTA-hoofdtoernooi, op het toernooi van Gdynia, waarvoor zij samen met landgenote Paula Kania-Choduń een wildcard had gekregen. Zij stond in 2022 voor het eerst in een WTA-finale, op het toernooi van Andorra, samen met de Spaanse Cristina Bucșa – hier veroverde zij haar eerste titel, door het koppel Angelina Gaboejeva en Anastasija Zacharova te verslaan.
In 2023 won Falkowska haar tweede WTA-titel, op het toernooi van Cali, geflankeerd door landgenote Katarzyna Kawa – hiermee maakte zij haar entrée tot de top 100 van de wereldranglijst. De derde titel kwam in 2024 in Warschau samen met landgenote Martyna Kubka.
Haar hoogste notering op de WTA-ranglijst is de 83e plaats, die zij bereikte in augustus 2023.

### Tennis in teamverband
In 2023 maakte Falkowska deel uit van het Poolse Fed Cup-team – zij vergaarde daar een winst/verlies-balans van 1–2.

## Palmares
| Legenda                 |
| ----------------------- |
| Grandslamtoernooi       |
| Olympische Spelen       |
| Year-End Championships  |
| Premier Mandatory       |
| Premier Five / WTA 1000 |
| Premier / WTA 500       |
| International / WTA 250 |
| Challenger / WTA 125    |

### WTA-finaleplaatsen enkelspel
geen

### WTA-finaleplaatsen vrouwendubbelspel
| nr.              | finale     | toernooi     | ondergrond    | partner          | tegenstandsters                         | score            |         |
| ---------------- | ---------- | ------------ | ------------- | ---------------- | --------------------------------------- | ---------------- | ------- |
| gewonnen finales |            |              |               |                  |                                         |                  |         |
| 1.               | 2022-12-04 | WTA Andorra  | hardcourt (i) | Cristina Bucșa   | Angelina Gaboejeva Anastasija Zacharova | 7-6, 6-1         | details |
| 2.               | 2023-02-04 | WTA Cali     | gravel        | Katarzyna Kawa   | Kyōka Okamura You Xiaodi                | 6-1, 5-7, [10-6] | details |
| 3.               | 2024-07-26 | WTA Warschau | hardcourt     | Martyna Kubka    | Céline Naef Nina Stojanović             | 6-4, 7-6         | details |
| 4.               | 2025-08-01 | WTA Warschau | hardcourt     | Dominika Šalková | Isabelle Haverlag Martyna Kubka         | 6-2, 6-1         | details |
| verloren finales |            |              |               |                  |                                         |                  |         |
| 1.               | 2023-06-24 | WTA Gaiba    | gras          | Katarzyna Piter  | Han Na-lae Jang Su-jeong                | 3-6, 6-3, [6-10] | details |
| 2.               | 2023-07-30 | WTA Warschau | gravel        | Katarzyna Piter  | Heather Watson Yanina Wickmayer         | 4-6, 4-6         | details |

### Gewonnen ITF-toernooien enkelspel
| nr. | finale     | toernooi   | dotatie | ondergrond | tegenstandster in finale | score         |
| --- | ---------- | ---------- | ------- | ---------- | ------------------------ | ------------- |
| 1.  | 2021-02-21 | Monastir   | $15.000 | hardcourt  | Viktória Morvayová       | 6-3, 6-3      |
| 2.  | 2021-02-28 | Monastir   | $15.000 | hardcourt  | Francesca Curmi          | 6-2, 6-0      |
| 3.  | 2021-03-07 | Monastir   | $15.000 | hardcourt  | Sinja Kraus              | 6-3, 7-6      |
| 4.  | 2021-05-23 | Tbilisi    | $15.000 | hardcourt  | Valerija Oljanovskaja    | 6-4, 6-3      |
| 5.  | 2022-08-14 | Pärnu      | $25.000 | gravel     | Gergana Topalova         | 7-5, 6-2      |
| 6.  | 2023-06-11 | Pörtschach | $25.000 | gravel     | Alexandra Ignatik        | 4-6, 6-1, 6-1 |
| 7.  | 2024-04-14 | Bujumbura  | $35.000 | gravel     | Alice Tubello            | 6-4, 6-1      |